# Kościół św. Bartłomieja Apostoła w Okunicy
Kościół św. Bartłomieja Apostoła w Okunicy – katolicki kościół filialny zlokalizowany we wsi Okunica w gminie Pyrzyce, w powiecie pyrzyckim (województwo zachodniopomorskie). Należy do parafii św. Ottona w Pyrzycach.

## Historia
Murowany z kamienia i cegły kościół został wzniesiony w XIX wieku. Sytuowany na rzucie prostokąta, posiada wydzielone prezbiterium. Nakryty jest dwuspadowym dachem. Do elewacji szczytowej, zdobionej blendą w kształcie krzyża, dostawiona jest kruchta z wejściem głównym umieszczonym w pełnołukowym portalu. Od strony południowo-zachodniej do kościoła przylega wieża na planie czworoboku. W dolnej partii wieży znajduje się pełnołukowy, uskokowy portal wejściowy i po dwa rzędy prostokątnych okien, w wyższych kondygnacjach umieszczone są okrągłe okna i prostokątne otwory żaluzjowe. Wieżę nakrywa spiczasty dach, zwieńczony kulą z krzyżem. Kościół jest z zewnątrz otynkowany.
Wnętrze kościoła nakryte jest otynkowanym stropem beczkowym. Zachowało się XIX-wieczne wyposażenie: ołtarz, ambona, empora, ławki, żyrandol.
Po II wojnie światowej kościół został poświęcony jako świątynia katolicka w 1945 roku.